# Neoxolmis coronatus
La monjita coronada (en Argentina y Paraguay) (Nexolmis coronatus), también denominada viudita coronada o viudita boina negra (en Uruguay), es una especie de ave paseriforme de la familia Tyrannidae perteneciente al género Neoxolmis; hasta el año 2020 era incluida en el género Xolmis. Es nativa del centro sur de América del Sur.

## Distribución y hábitat
Se reproduce en el centro de Argentina (San Luis, sur de Mendoza, La Pampa, sur de Buenos Aires, Río Negro); migra hacia el norte hasta el centro de Bolivia (oeste de Santa Cruz), oeste de Paraguay, Uruguay y extremo suroeste de Brasil (oeste de Río Grande do Sul).
Esta especie es considerada poco común en su hábitat natural, las áreas abiertas y semiabiertas con matorrales secos y árboles bajos, principalmente abajo de los 1500 m de altitud.

## Sistemática

### Descripción original
La especie N. coronatus fue descrita por primera vez por el naturalista francés Louis Pierre Vieillot en 1823 bajo el nombre científico Tyrannus coronatus; la localidad tipo es «Paraguay y Río de la Plata».

### Etimología
El nombre genérico masculino «Neoxolmis» es una combinación de la palabra del griego «neos» que significa ‘nuevo’, y del género Xolmis, las monjitas; y el nombre de la especie «coronatus» en latín  significa ‘coronado’.

### Taxonomía
La presente especie estuvo tradicionalmente colocada en el género Xolmis. Los estudios genéticos recientes de Ohlson et al. (2020) y Chesser et al. (2020) concluyeron que el género Xolmis no era monofilético, encontraron que la presente especie es próxima del par formado por Neoxolmis rufiventris y la entonces denominada Xolmis rubetra, por lo cual la presente, rubetra y X. salinarum fueron transferidas al género Neoxolmis. El cambio taxonómico fue aprobado en la Propuesta No 885 al Comité de Clasificación de Sudamérica (SACC). Con base en la profunda diferencie genética y en las significativas diferencias de plumaje, N. coronatus podría merecer un género propio. Es monotípica.